# Rhamnus rhodopea
Rhamnus rhodopea là một loài thực vật có hoa trong họ Táo. Loài này được Velen. miêu tả khoa học đầu tiên năm 1891.